# B.たろう
B.たろう（びーたろう）は日本の漫画家。

## 作品一覧
- 半分の月がのぼる空 （原作：橋本紡、「電撃コミックガオ!」メディアワークス）

1. 2006年2月27日発売、ISBN 978-4-84-023371-2
2. 2006年12月16日発売、ISBN 978-4-84-023704-8

- ZODIAC☆LOVERS 12星座恋物語 （ワニマガジン社）単巻 (ISBN 978-4-89-829484-0)
- お嬢様も魔女 (ISBN 978-4-89-829416-1)